# Link Wray
Link Wray (rodným jménem Fred Lincoln Wray; 2. května 1929 – 5. listopadu 2005) byl americký kytarista a zpěvák. Svou kariéru zahájil již na počátku padesátých let; následně byl však odveden do armády a kariéry hudebníka se musel vzdát. Po návratu se opět začal věnovat hudbě. Svou vůbec nejznámější píseň „Rumble“ vydal v roce 1958; ta později zazněla v mnoha filmech, jako například Pulp Fiction (1994) a Den nezávislosti (1996). V pozdějších letech se na úspěch písně snažil navázat několika dalšími, ale bez většího úspěchu. Následně se na čas přestal věnovat hudbě a vrátil se v roce 1971 se svým prvním řadovým albem nazvaným jednoduše Link Wray. Během této dekády vydal několik dalších alb a v osmdesátých letech netvořil, i když stále koncertoval. Několik dalších alb vydal v devadesátých letech; své úplně poslední nazval Barbed Wire a vyšlo v roce 2000.
Původem byl ze tří čtvrtin indián Shawnee a během své kariéry hrál několik písní s indiánskou tematikou: „Shawnee“, „Apache“ a „Comanche“. Byl znám pro hutný styl hry na kytaru nazývaný „power akord“; sám k tomu řekl, že chtěl vymyslet něco jiného než dělají jazzoví kytaristé.

## Život
Narodil se 2. května 1929 ve městě Dunn v Severní Karolíně jako syn Freda Lincolna Wraye staršího a jeho manželky Lillian M. Coats. Ze tří čtvrtin je původem indián Shawnee. V dětství se s rodiči přestěhoval do Portsmouthu ve Virginii, kde jeho otec dostal práci v loděnici. Podle jeho vlastních slov se naučil hrát na kytaru ve svých osmi letech, kdy cestoval s artistickým představením Hambone. Jeho první skupina byla rozpuštěna poté, co byl Wray počátkem padesátých let povolán do Korejské války. Zde onemocněl tuberkulózou a strávil více než rok v nemocnici; jeho nemoc nakonec vedla ke ztrátě plic. Později spolu se svými bratry Vernonem (přezdívaný Lucky) a Dougem, doplněni o bratrance Shortyho Hortona a kamaráda Dixieho Neala, založili skupinu nazvanou Lucky Wray and the Lazy Pine Wranglers, která se brzy poté přejmenovala na Lucky Wray and the Palomino Ranch Hands. Skupina se specializovala na country hudbu a svou první nahrávku vydala v roce 1956 pro vydavatelství Starday Records.
V roce 1958 vedl Wray vlastní skupinu nazvanou Link Wray & His Ray Men a v dubnu 1958 vydal u vydavatelství Cadence Records svůj první hit nazvaný „Rumble“. Píseň byla zakázána v rádiích, přesto se dostala na šestnáctou příčku amerického singlového žebříčku. Později měl ještě několik hitů, jako například „Rawhide“ (1959) a „Jack the Ripper“ (1961), ale žádný z nich již na velký úspěch „Rumble“ nenavázal. Píseň „Jack the Ripper“ vyšla u vydavatelství Rumble Records, které založil Link Wray spolu se svým bratrem Dougem. Po vydání řady dalších neúspěšných singlů se přestal věnovat hudbě a začal farmařit. K hudbě se však nedlouho poté vrátil a v improvizovaném studiu na své farmě v Accokeek v Marylandu nahrál základy pro své první studiové album nazvané Link Wray; album vyšlo v roce 1971. Roku 1969 rovněž nahrál album spolu s klavíristou a zpěvákem Joeyem Welzem nazvané Listen to the Voices That Want to Be Free, které vyšlo v roce 1970.
Po vydání eponymního alba následovala série dalších Mordicai Jones (1971), Be What You Want To (1972), Beans and Fatback (1973) a Stuck in Gear (1975). Během sedmdesátých let rovněž vystupoval s kytaristou Johnem Cipollinou ze skupiny Quicksilver Messenger Service. Koncem sedmdesátých let Wray koncertoval a nahrál dvě alba s rockabilly hudebníkem Robertem Gordonem nazvaná Robert Gordon with Link Wray (1977) a Fresh Fish Special (1978). V roce 1979 vydal na jedenáct let poslední studiové album Bullshot. Během osmdesátých let se usadil v Dánsku; více než deset let koncertoval pouze v Evropě a do rodných Spojených států amerických nejezdil.
V roce 1989 se opět vrátil k nahrávání studiových alb: v říjnu toho roku stihl nahrát dvě, konkrétně Apache a Wild Side of the City Lights; každé z nich vyšlo samostatně na LP deskách a později i dohromady na jednom CD. Další album nazvané Indian Child vydal v roce 1993; o čtyři roky poté vyšlo Shadowman a jeho poslední album nazvané Barbed Wire vyšlo v roce 2000.
Link Wray zemřel ve věku sedmdesáti šesti let na selhání srdce v Kodani. Pohřeb byl za účasti nejbližších rodinných příslušníků. Své poslední vystoupení odehrál v červenci toho roku v Glendale v Kalifornii. Byl celkem čtyřikrát ženatý a měl devět dětí.

## Pocty a ocenění
Posmrtně se dočkal řady ocenění. Například jeho rodné město Dunn oslavuje od roku 2011 den jeho narozenin jako „Den Linka Wraye“; ve městě se od roku 2013 rovněž koná festival věnovaný Wrayovi. V říjnu 2013 bylo oznámeno, že byl Link Wray nominován na uvedení do Rock and Roll Hall of Fame za rok 2014. Další nominace se dočkal v roce 2017 (na rok 2018). Nakonec však opět uveden nebyl. Byl uveden do Rockabilly Hall of Fame. Americký hudební časopis Rolling Stone jej v roce 2003 zařadil na 67. místo v žebříčku 100 nejlepších kytaristů všech dob; v roce 2011 se ve stejném žebříčku umístil na 45. příčce. Mezi sto nejlepších kytaristů všech dob jej v roce 2002 rovněž zařadil časopis Guitar World. Za svůj vzor Wraye označilo mnoho kytaristů, mezi které patří Jimmy Page, Steven Van Zandt, Pete Townshend nebo Bruce Springsteen.
Americký písničkář Bob Dylan zahrál, poté, co se dozvěděl zprávu o Wrayově smrti, na svém koncertě skladbu „Rumble“.
| „            | Kdyby se dal vrátit čas a měl bych hrát pouze v jedné skupině, byla by to Linkova kapela Raymen. | “ |
| — Neil Young |                                                                                                  |   |

## Diskografie
Studiová alba

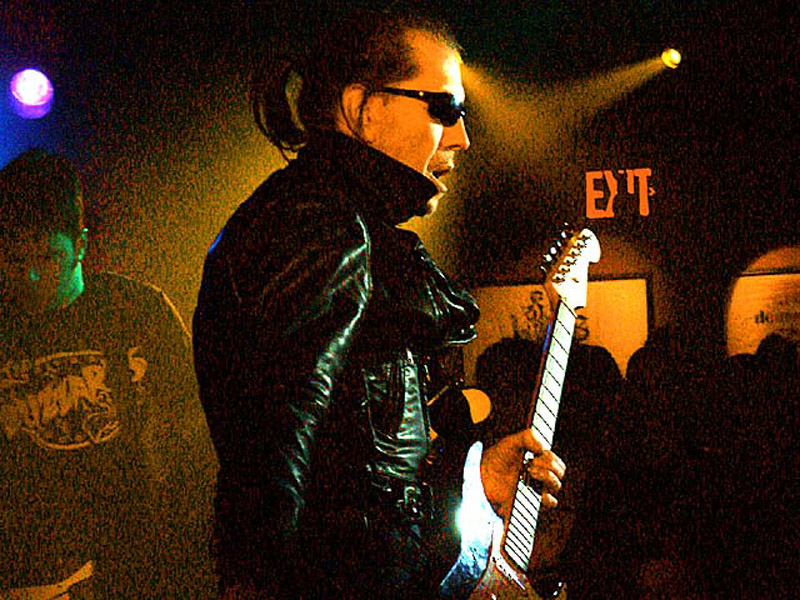
Link Wray v roce 2003

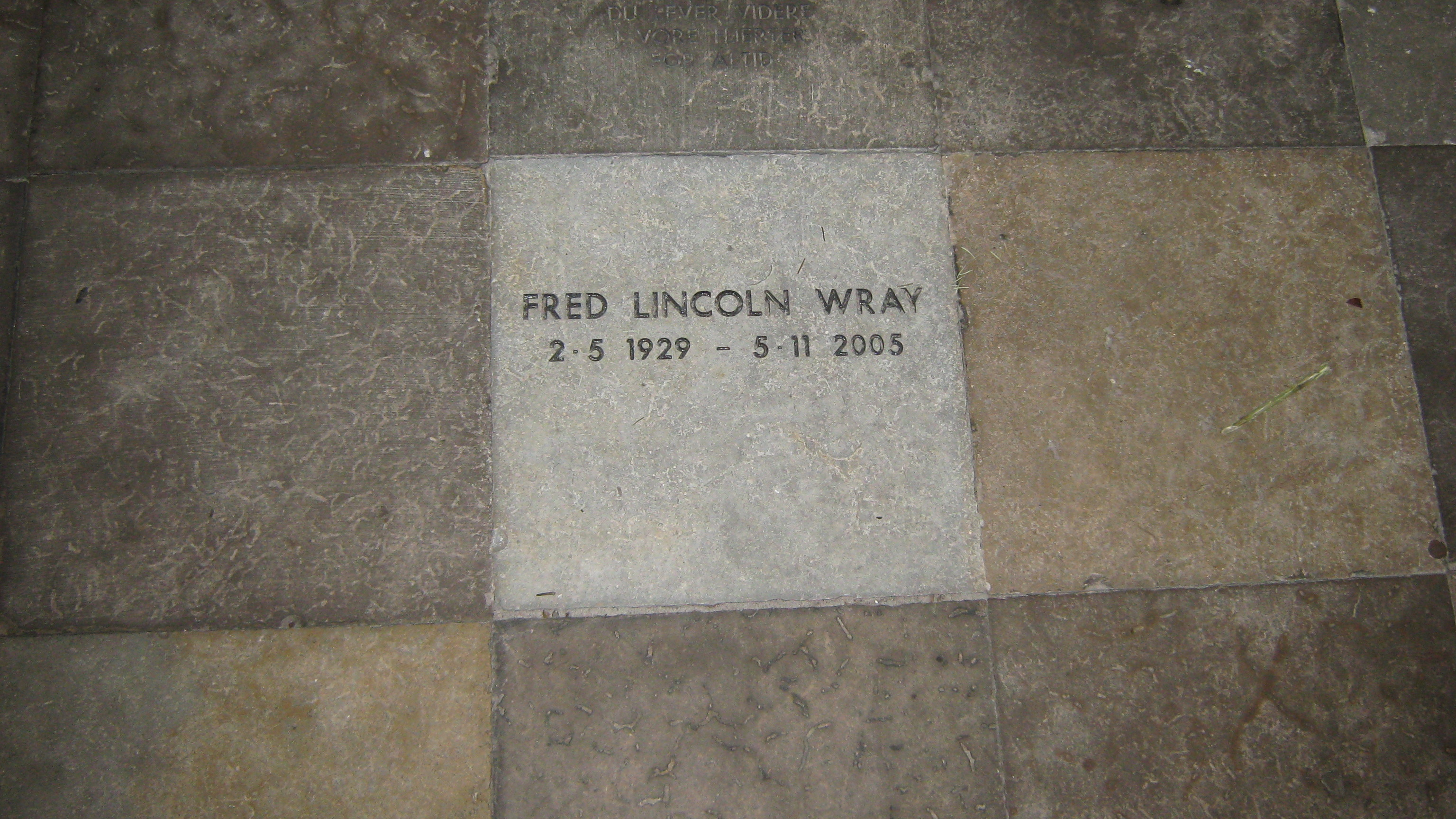
Wrayův hrob v kryptě kostela Christians Kirke v Kodani

- Listen to the Voices That Want to Be Free (1970) − s Joeyem Welzem
- Link Wray (1971)
- Mordicai Jones (1971)
- Be What You Want To (1972)
- Beans and Fatback (1973)
- Stuck in Gear (1975)
- Robert Gordon with Link Wray (1977) − s Robertem Gordonem
- Fresh Fish Special (1978) − s Robertem Gordonem
- Bullshot (1979)
- Apache (1990)
- Wild Side of the City Lights (1990)
- Indian Child (1993)
- Shadowman (1997)
- Barbed Wire (2000)